# 原子公平
原子 公平（はらこ こうへい、1919年9月14日 - 2004年7月18日）は、俳人。
北海道小樽市に生れる。北朝鮮元山中学校、旧制第三高等学校を経て東京大学文学部を卒業。その後岩波書店、小学館などに勤務した。
俳句は三高時代に「馬酔木」に投句、その後加藤楸邨に師事し「寒雷」同人。1946年、澤木欣一、細見綾子らとともに「風」を創刊、同誌に俳句および評論を発表し社会性俳句を推進、特に1955年に発表した「山本健吉の時評」は社会性俳句の論争のきっかけとなった。1952年より現代俳句協会幹事。1953年「萬緑」同人。1962年「萬緑」を退会し「海程」同人。また「秋」にも同人として参加した。1973年「風涛」を創刊、主宰。2000年現代俳句協会大賞受賞。2004年7月18日死去、84歳。
句集に『浚渫船』『良酔』『海は恋人』など、評論集に『俳句変革の視点』などがある。